# Jandilla

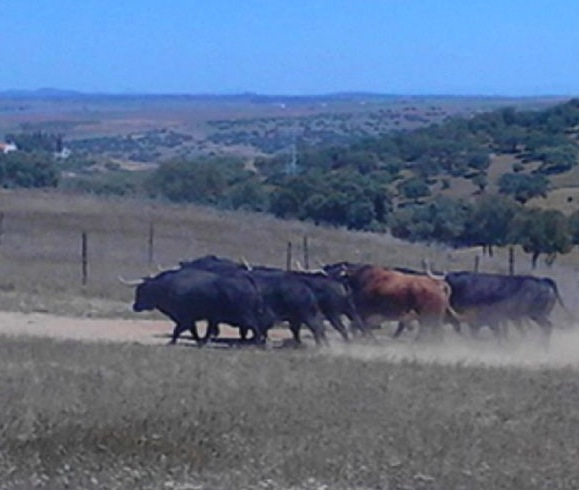
Ganadería Jandilla, Mérida.

Jandilla est un élevage (ganadería) espagnol de toros de lidia du XXe siècle et du début du XXIe siècle.

## Présentation
D'ancienneté au 3 mai 1951, elle est située à Benalup-Casas Viejas. Depuis 1978, la séparation des héritiers (deux fils) de Juan Pedro Domecq y Diez (décédé en 1975) a engendré les ganaderías Zalduendo et Jandilla.
Depuis 1987, Francisco de Borja, petit-fils de Juan Pedro Domecq est aux commandes. Son frère, Fernando, reprend en 1987 la ganadería Zalduendo après avoir dirigé l'élevage Jandilla depuis sa création sous ce nom en 1983.
Ce sont des taureaux très braves avec beaucoup de caste. 